# Vadász Dániel
Vadász Dániel (Berettyóújfalu, 1974. december 10. – ) magyar nemzetközi kulturális menedzser, énekművész

## Életpályája
1993-1999       Csokonai Színház; Énekkari művész, szólista kötelezettséggel
1999                Szegedi Nemzeti Színház; Operaénekes szólista
2000                Miskolci Egyetem Állam-és Jogtudományi Kar; jogi diploma
2001-2017       Budapesti Operettszínház; szólista
2003                Magyar Állami Operaház; ösztöndíjas szólista 
2004-2018       Magyar Állami Operaház; vendégszólista
2009-              Salute to Vienna újévi koncertsorozat; művészeti vezető (Toronto, Kanada)
2013-2022      Budavári Palotakoncert; művészeti vezető
2013-               Salute to Budapest and Vienna (PBS); producer (Los Angeles, Amerikai Egyesült Államok)
2014               Virtuózok; producer
2015-20         Operetta Festival Trieste; művészeti vezető (Trieszt, Olaszország)
2017-             Coopera; ügyvezető igazgató, művészeti vezető
2017-             Ünnepi Operett- és Musicalfesztivál; művészeti vezető (München, Németország) 
2020-             Szegedi Szabadtéri Játékok; művészeti bizottság tagja
2021-             Debreceni Ünnepi Játékok; fesztiváligazgató
2022-             Aeroexpress Légiforgalmi Zrt.; igazgatósági tag
2022-             Bel Canto Akadémia; programigazgató (Bécs-Debrecen-Budapest) 
2022-             10. Színházi Olimpia; kommunikációs vezető

## Díjai, elismerései
2020               Magyar Művészeti Akadémia díja a vidéki opera- és operettjátszás területén végzett munkájáért

## Beszélt nyelvek
- angol, olasz, német